# Menatalá Abdelaal
Menatalá Maher Abdelaal –en árabe, منة الله ماهر عبد العال– (nacida el 12 de agosto de 1996) es una deportista egipcia que compite en taekwondo. Ganó dos medallas en los Juegos Panafricanos en los años 2015 y 2019, y tres medallas de plata en el Campeonato Africano de Taekwondo entre los años 2012 y 2018.

## Palmarés internacional
| Juegos Panafricanos | Juegos Panafricanos               | Juegos Panafricanos | Juegos Panafricanos |
| Año                 | Lugar                             | Medalla             | Categoría           |
| ------------------- | --------------------------------- | ------------------- | ------------------- |
| 2015                | Brazzaville (República del Congo) | Medalla de oro      | +73 kg              |
| 2019                | Rabat (Marruecos)                 | Medalla de bronce   | +73 kg              |
| Campeonato Africano |                                   |                     |                     |
| Año                 | Lugar                             | Medalla             | Categoría           |
| 2012                | Antananarivo (Madagascar)         | Medalla de plata    | –73 kg              |
| 2014                | Túnez (Túnez)                     | Medalla de plata    | +73 kg              |
| 2018                | Agadir (Marruecos)                | Medalla de plata    | +73 kg              |